# Trachys problematicus
Trachys problematicus – gatunek chrząszcza z rodziny bogatkowatych i podrodziny Agrilinae.

## Taksonomia
Gatunek ten opisany został po raz pierwszy w 1918 roku przez Jana Obenbergera.

## Morfologia
Chrząszcz o krótkim i szerokim, owalnym ciele długości od 1,5 do 2,75 mm, w całości ubarwionym mosiężnie lub czarno z mosiężnym odcieniem. Głowa jest wciągnięta w przedtułów, o dość słabo odgraniczonym nadustku, bardzo słabo w widoku grzbietowym wciętym czole i wciśniętym ciemieniu. Czułki są krótkie, o dwóch nasadowych członach pogrubionych, a pięciu ostatnich trójkątnie rozszerzonych, tworzących piłkowaną buławkę. Przedplecze pozbawione jest podłużnej bruzdy środkowej. Pokrywy są silnie ku tyłowi zwężone, o trójkątnym wspólnym zarysie i wspólnie zaokrąglonym wierzchołku. Guzy barkowe nie formują wystającego ząbka i od wewnątrz odgraniczone są tylko delikatnym wciskiem. Na powierzchni pokryw występuje jasne, szarawe owłosienie, formujące poprzeczne przepaski, niekiedy z wmieszanymi włoskami rudej barwy. Przedpiersie ma wyrostek nieco tylko w tylnej części rozszerzony. Odnóża mają wszystkie pazurki zaopatrzone w pojedynczy ząbek. Spód odwłoka odznacza się sternitami od drugiego do czwartego z głębokimi rowkami na brzegach bocznych oraz sternitem piątym otoczonym głębokim rowkiem na krawędzi tylnej. Ostatni z widocznych sternitów jest zaokrąglony.

## Ekologia i występowanie
Ekologia tego pozornika jest słabo zbadana. Gatunek palearktyczny, znany z Holandii, Niemiec, Szwajcarii, Austrii, Polski, Czech, Słowacji, Węgier, Ukrainy, Słowenii, Chorwacji, Bośni i Hercegowiny, Serbii, Czarnogóry, Rumunii, Bułgarii, Albanii, Macedonii Północnej, Grecji, europejskiej i anatolijskiej części Turcji  oraz europejskiej części Rosji. W Polsce stwierdzony został na nielicznych stanowiskach. Na „Czerwonej liście zwierząt ginących i zagrożonych w Polsce” umieszczony jest jako zagrożony gatunek o niedostatecznie rozpoznanym statusie (DD). Z kolei na „Czerwonej liście gatunków zagrożonych Republiki Czeskiej” umieszczony jest jako gatunek zagrożony wymarciem (EN).